# Wereldkampioenschap hockey mannen 1975

In 1975 was Azië, de bakermat van de hockeysport, voor het eerst gastheer van het wereldkampioenschap hockey voor mannen. Maleisië viel de eer te beurt van de organisatie van de derde editie, die van zaterdag 1 maart tot en met zaterdag 15 maart 1975 werd gehouden. Plaats van handeling was het Merdeka Stadium in de hoofdstad Kuala Lumpur. Titelverdediger was Nederland, dat twee jaar eerder bij het WK in eigen land (Amstelveen) de bokaal won ten koste van India. Het toernooi, onder auspiciën van de wereldhockeybond FIH, werd geteisterd door overvloedige regen, waardoor een aantal duels moest worden uitgesteld en werd verplaatst naar elders in Maleisië, onder meer in Ipoh. Uit pure wanhoop riep de organisatie op na verloop van tijd de hulp in van plaatselijke 'regendokters', de zogeheten Bommahs, om de regengoden gunstig te stemmen.

## Kwalificatie
| Data                           | Toernooi                             | Locatie                  | Quota | Gekwalificeerde teams                                                                                    |
| ------------------------------ | ------------------------------------ | ------------------------ | ----- | --- |
|                                | Gastland                             | Gastland                 | 1     | Maleisië                                                                                                 |
| 24 augustus - 2 september 1973 | Wereldkampioenschap 1973             | Amstelveen, Nederland    | 7     | Nederland (1e) India (2e) West-Duitsland (3e) Pakistan (4e) Spanje (5e) Engeland (6e) Nieuw-Zeeland (7e) |
| 2 - 11 mei 1974                | Europees Kampioenschap 1974          | Madrid, Spanje           | 1     | Polen (5e)                                                                                               |
| 31 augustus - 5 september 1974 | Amerikaans kwalificatietoernooi 1974 | Buenos Aires, Argentinië | 1     | Argentinië (1e)                                                                                          |
| Oktober 1974                   | Afrikaans Kampioenschap 1974         | Caïro, Egypte            | 1     | Ghana (1e)                                                                                               |
|                                | Oceanië                              |                          | 1     | Australië                                                                                                |
| Totaal                         | Totaal                               | Totaal                   | 12    | |

## Deelnemende landen
| Poule A                                                | Poule B                                                  |
| ------------------------------------------------------ | -------------------------------------------------------- |
| Maleisië Nederland Pakistan Spanje Nieuw-Zeeland Polen | India West-Duitsland Engeland Argentinië Australië Ghana |

## Uitslagen

### Eerste ronde

#### Poule A
| Team          | GS | W | G | V | DV | DT | DS | Ptn |
| ------------- | -- | - | - | - | -- | -- | -- | --- |
| Pakistan      | 5  | 3 | 2 | 0 | 14 | 6  | 8  | 8   |
| Maleisië      | 5  | 2 | 2 | 1 | 6  | 4  | 2  | 6   |
| Nieuw-Zeeland | 5  | 2 | 1 | 2 | 5  | 6  | −1 | 5   |
| Spanje        | 5  | 2 | 1 | 2 | 5  | 9  | −4 | 5   |
| Nederland     | 5  | 1 | 1 | 3 | 9  | 9  | 0  | 3   |
| Polen         | 5  | 1 | 1 | 3 | 8  | 13 | −5 | 3   |

| 1 maart 1975 |       |               |                       |
| Maleisië     | 0 – 0 | Nieuw-Zeeland | Merdeka, Kuala Lumpur |
|              |       |               | Merdeka, Kuala Lumpur |

| 2 maart 1975                                  |       |                                     |                       |
| Pakistan                                      | 2 – 2 | Polen                               | Merdeka, Kuala Lumpur |
| 40' (sc) Manzoor-ul-Hassan 52' Samiullah Khan |       | Stefan Otulakowski 4' (sc) 60' (sb) | Merdeka, Kuala Lumpur |

| 3 maart 1975 |       |        |                       |
| Maleisië     | 0 – 0 | Spanje | Merdeka, Kuala Lumpur |
|              |       |        | Merdeka, Kuala Lumpur |

| 4 maart 1975         |       |                                       |                       |
| Nederland            | 1 – 2 | Nieuw-Zeeland                         | Merdeka, Kuala Lumpur |
| 49' (sc) Ties Kruize |       | Tony Ineson 39' (sc) Ramesh Patel 64' | Merdeka, Kuala Lumpur |

| 5 maart 1975                                                        |       |                             |                       |
| Spanje                                                              | 4 – 1 | Polen                       | Merdeka, Kuala Lumpur |
| 24' (sc) 28' (sc) Juan Amat 25' (sb) Ricardo Cabot 41' Jose Borrell |       | Stefan Otulakowski 19' (sc) | Merdeka, Kuala Lumpur |

|                                              |       |                                                                      |                       |
| Nederland                                    | 3 – 3 | Pakistan                                                             | Merdeka, Kuala Lumpur |
| 17' (sb) 42' (sb) Ties Kruize 54' Jan Boerma |       | Manzoor-ul-Hassan 20' (sb) Mohammad Saeed 32' (sc) Akhtar Rasool 57' | Merdeka, Kuala Lumpur |

| 6 maart 1975                               |       |               |                       |
| Pakistan                                   | 2 – 0 | Nieuw-Zeeland | Merdeka, Kuala Lumpur |
| 39' (sc) Samiullah Khan 54' Muhammad Saeed |       |               | Merdeka, Kuala Lumpur |

| *                                                                            |       |                             |                                                           |
| Maleisië                                                                     | 3 – 1 | Polen                       | Mindef, Kuala Lumpur *oorspronkelijke datum: 4 maart 1975 |
| 13' (sc) A Francis 60' (sb) Datuk N. Sri Shanmuganathan 63' (sb) M Mahendran |       | Stefan Otulakowski 27' (sc) | Mindef, Kuala Lumpur *oorspronkelijke datum: 4 maart 1975 |

| 7 maart 1975    |       |               |      |
| Spanje          | 1 – 0 | Nieuw-Zeeland | Ipoh |
| 44' Jose Salles |       |               | Ipoh |

| 9 maart 1975*                           |       |        |                                                            |
| Nederland                               | 3 – 0 | Spanje | Merdeka, Kuala Lumpur *oorspronkelijke datum: 2 maart 1975 |
| 45' 67' (sc) Jan Boerma 63' Ad Boelaars |       |        | Merdeka, Kuala Lumpur *oorspronkelijke datum: 2 maart 1975 |

| *                                              |       |                                 |                                                                  |
| Nieuw-Zeeland                                  | 3 – 2 | Polen                           | Police Depot, Kuala Lumpur *oorspronkelijke datum: 10 maart 1975 |
| 32' 60' (sb) Ramesh Patel 66' (sc) Tony Ineson |       | Jan Sitek 6' Jan Mielniczak 20' | Police Depot, Kuala Lumpur *oorspronkelijke datum: 10 maart 1975 |

|                                               |       |                    |                       |
| Pakistan                                      | 2 – 1 | Maleisië           | Merdeka, Kuala Lumpur |
| 14' Mohammad Saeed 68' (sc) Manzoor-ul-Hassan |       | Poon Fook Loke 67' | Merdeka, Kuala Lumpur |

| 10 maart 1975*                                                                              |       |        |                                                                            |
| Pakistan                                                                                    | 5 – 0 | Spanje | Kilat Club, Jalan Pantai-Kuala Lumpur *oorspronkelijke datum: 8 maart 1975 |
| 15' (sc) 55' (sc) Manzoor-ul-Hassan 20' Mohammad Saeed 41' Mohammad Azam 57' Samiullah Khan |       |        | Kilat Club, Jalan Pantai-Kuala Lumpur *oorspronkelijke datum: 8 maart 1975 |

|                                      |       |                      |                            |
| Polen                                | 2 – 1 | Nederland            | Police Depot, Kuala Lumpur |
| 52' (sc) 62' (sc) Stefan Otulakowski |       | Ties Kruize 48' (sb) | Police Depot, Kuala Lumpur |

| 7 maart 11 maart 1975*                                  |       |                      | |
| Maleisië                                                | 2 – 1 | Nederland            | Kilat Club, Jalan Pantai-Kuala Lumpur *op 7 maart na 45 minuten afgebroken bij een 1-0 stand, uitgespeeld op 11 maart |
| 21' Poon Fook Loke 68' (sc) Datuk N. Sri Shanmuganathan |       | Ties Kruize 63' (sb) | Kilat Club, Jalan Pantai-Kuala Lumpur *op 7 maart na 45 minuten afgebroken bij een 1-0 stand, uitgespeeld op 11 maart |

#### Poule B
| Team           | GS | W | G | V | DV | DT | DS  | Ptn |
| -------------- | -- | - | - | - | -- | -- | --- | --- |
| India          | 5  | 3 | 1 | 1 | 14 | 5  | 9   | 7   |
| West-Duitsland | 5  | 3 | 1 | 1 | 13 | 9  | 4   | 7   |
| Australië      | 5  | 2 | 2 | 1 | 16 | 6  | 10  | 6   |
| Engeland       | 5  | 2 | 1 | 2 | 13 | 10 | 3   | 5   |
| Argentinië     | 5  | 2 | 1 | 2 | 9  | 12 | −3  | 5   |
| Ghana          | 5  | 0 | 0 | 5 | 4  | 27 | −23 | 0   |

| 2 maart 1975 |       |       |                       |
| Australië | 9 – 0 | Ghana | Merdeka, Kuala Lumpur |
| 16' (sb) Trevor Smith 18' 34' 38' 60' Graeme Walter 26' Terry Walsh 52' Steve Marshall 57' (sc) Ian Cooke 67' Greg Browning |       |       | Merdeka, Kuala Lumpur |

|                                     |       |                 |        |
| India                               | 2 – 1 | Engeland        | Penang |
| 13' (sb) 27' (sc) Victor J Phillips |       | James Neale 21' | Penang |

| 3 maart 1975                                                                          |       |                                                   |                       |
| West-Duitsland                                                                        | 4 – 2 | Argentinië                                        | Merdeka, Kuala Lumpur |
| 17' (sc) Wolfgang Strödter 40' (sb) Michael Peter 43' Werner Kässmann 57' Peter Trump |       | Jorge Sabbione 12' (sc) Alberto Sabbione 65' (sb) | Merdeka, Kuala Lumpur |

| 5 maart 1975       |       |                                                        |                       |
| Australië          | 1 – 3 | Engeland                                               | Merdeka, Kuala Lumpur |
| 33' (sc) Ian Cooke |       | David Whitaker 22' (sb) 24' (sb) Paul Svehlik 43' (sc) | Merdeka, Kuala Lumpur |

|                                    |       |                       |                       |
| West-Duitsland                     | 3 – 2 | Ghana                 | Merdeka, Kuala Lumpur |
| 23' 60' Uli Vos 66' Siefert Rainer |       | Andy Sam 35' 64' (sc) | Merdeka, Kuala Lumpur |

| 7 maart 1975                    |       |                     |                       |
| India                           | 1 – 1 | Australië           | Merdeka, Kuala Lumpur |
| 3' Billimoga Puttaswamy Govinda |       | Jim Irvine 12' (sc) | Merdeka, Kuala Lumpur |

|                                    |       |              |                       |
| Argentinië                         | 2 – 1 | Ghana        | Merdeka, Kuala Lumpur |
| 27' (sc) 46' (sb) Gustavo Paolucci |       | Andy Sam 57' | Merdeka, Kuala Lumpur |

| 6 maart 8 maart 1975*                                                 |       |                                         | |
| Argentinië                                                            | 3 – 3 | Engeland                                | Kilat Club, Jalan Pantai-Kuala Lumpur *Op 6 maart na 35 minuten afgebroken bij stand 1-0, op 8 maart uitgespeeld |
| 19' Gustavo Paolucci 32' Alfredo Quaquarini 38' (sb) Alberto Sibbione |       | James Neale 36' (sb) 64' Steve Long 52' | Kilat Club, Jalan Pantai-Kuala Lumpur *Op 6 maart na 35 minuten afgebroken bij stand 1-0, op 8 maart uitgespeeld |

| 8 maart 1975* |       |       |                                                           |
| India | 7 – 0 | Ghana | Mindef, Kuala Lumpur *oorspronkelijke datum: 4 maart 1975 |
| 3' (sc) Surjit Singh 9' Billimoga Puttaswamy Govinda 11' (sc) Aslam Sher Khan 44' (sb) 56' (sb) 59' (sb) Mohinder Singh 47' Ashok Kumar |       |       | Mindef, Kuala Lumpur *oorspronkelijke datum: 4 maart 1975 |

|                                              |       |                                             |          |
| Australië                                    | 2 – 2 | West-Duitsland                              | Seremban |
| 66' (lc) Robert Haigh 68' (sc) Malcolm Poole |       | Paul Lissek 37' (sc) Michael Peter 65' (sb) | Seremban |

| 9 maart 1975                                 |       |                     |                       |
| Argentinië                                   | 2 – 1 | India               | Merdeka, Kuala Lumpur |
| ?28' Flavio de Giacomi 34' Ernesto Barreiros |       | Harcharan Singh 21' | Merdeka, Kuala Lumpur |

|                                                           |       |          |          |
| West-Duitsland                                            | 3 – 0 | Engeland | Seremban |
| 22' (sc) Wolfgang Strödter 55' Uli Vos 64' Rainer Seifert |       |          | Seremban |

| 10 maart 1975*                                             |       |            |                                                                 |
| Australië                                                  | 3 – 0 | Argentinië | Police Depot, Kuala Lumpur *oorspronkelijke datum: 4 maart 1975 |
| 34' Graeme Walter 40' (sc) Wayne Hammond 66' Greg Browning |       |            | Police Depot, Kuala Lumpur *oorspronkelijke datum: 4 maart 1975 |

| 6 maart 10 maart 1975*                                        |       |                        |                                                                                                   |
| India                                                         | 3 – 1 | West-Duitsland         | Merdeka, Kuala Lumpur *Op 6 maart afgebroken na 10 minuten bij stand 1-0, uitgespeeld op 10 maart |
| 21' Harcharan Singh 37' (sb) Mohinder Singh 56' Shivaji Pawar |       | Fritz Schmidt 27' (sc) | Merdeka, Kuala Lumpur *Op 6 maart afgebroken na 10 minuten bij stand 1-0, uitgespeeld op 10 maart |

| 11 maart 1975                                                               |       |              |                       |
| Engeland                                                                    | 6 – 1 | Ghana        | Merdeka, Kuala Lumpur |
| 5' (sc) 53' (sc) Steve Long 11' (sc) 27' 51' Brian Disbury 67' Paul Svehlik |       | Andy Sam 52' | Merdeka, Kuala Lumpur |

### Play-Offs

#### 9e-12e plaats
|  | 9e-12e plaats | 9e-12e plaats |   |               | 9e/10e plaats  | 9e/10e plaats |
|  |               |               |   |               |                |               |
|  | 12 maart 1975 |               |   |               |                |               |
|  | Nederland     | 5             |   |               |                |               |
|  | Argentinië    | 0             |   |               |                |               |
|  |               |               |   |               |                |               |
|  |               |               |   |               | 14 maart 1975  |               |
|  |               |               |   |               | Nederland      | 3             |
|  |               | Polen         | 1 |               |                |               |
|  |               |               |   |               |                |               |
|  |               |               |   |               | 11e/12e plaats |               |
|  | 12 maart 1975 | 12 maart 1975 |   | 14 maart 1975 | 14 maart 1975  |               |
|  | Polen         | 3             |   | Argentinië    | 6              |               |
|  | Ghana         | 2             |   |               | Ghana          | 0             |

| 12 maart 1975*                                                             |       |            |                                                            |
| Nederland                                                                  | 5 – 0 | Argentinië | Mindef, Kuala Lumpur *oorspronkelijke datum: 11 maart 1975 |
| 10' (sc)Patty Mundt 15' (sb) Ties Kruize 27' 62' Ron Steens 32' Jan Boerma |       |            | Mindef, Kuala Lumpur *oorspronkelijke datum: 11 maart 1975 |

|                                                       |              |                            |                       |
| Polen                                                 | 3 – 2 (n.v.) | Ghana                      | Merdeka, Kuala Lumpur |
| 37' 56' Henryl Grotowski 104' (sb) Stefan Otulakowski |              | Andy Sam 45' E Aboagye 57' | Merdeka, Kuala Lumpur |

##### 11e/12e plaats
| 14 maart 1975                                                               |       |       |                       |
| Argentinië                                                                  | 6 – 0 | Ghana | Merdeka, Kuala Lumpur |
| ?' Hector Marinoni ?' Gustavo Paolucci ?' Jorge Disera ?' Flavio de Giacomi |       |       | Merdeka, Kuala Lumpur |

##### 9e/10e plaats
| *                                   |       |                       |                                                                             |
| Nederland                           | 3 - 1 | Polen                 | Kilat Club, Jalan Pantai-Kuala Lumpur *oorspronkelijke datum: 13 maart 1975 |
| 23' 69' Hans Kruize 53' Ties Kruize |       | Ryszard Stefanski 36' | Kilat Club, Jalan Pantai-Kuala Lumpur *oorspronkelijke datum: 13 maart 1975 |

#### 5e-8e plaats
|  | 5e-8e plaats  | 5e-8e plaats  |   |               | 5e/6e plaats  | 5e/6e plaats |
|  |               |               |   |               |               |              |
|  | 12 maart 1975 |               |   |               |               |              |
|  | Engeland      | 5             |   |               |               |              |
|  | Spanje        | 4             |   |               |               |              |
|  |               |               |   |               |               |              |
|  |               |               |   |               | 14 maart 1975 |              |
|  |               |               |   |               | Australië     | 3            |
|  |               | Engeland      | 1 |               |               |              |
|  |               |               |   |               |               |              |
|  |               |               |   |               | 7e/8e plaats  |              |
|  | 12 maart 1975 | 12 maart 1975 |   | 14 maart 1975 | 14 maart 1975 |              |
|  | Australië     | 5             |   | Nieuw-Zeeland | 2             |              |
|  | Nieuw-Zeeland | 0             |   |               | Spanje        | 1            |

| 12 maart 1975*                                                            |              |                                                                               |                                                                             |
| Engeland                                                                  | 5 – 4 (n.v.) | Spanje                                                                        | Kilat Club, Jalan Pantai-Kuala Lumpur *oorspronkelijke datum: 11 maart 1975 |
| 5' (sc) 28' (sc) 86' (sc) Paul Svehlik 17' Ian McGinn 68' (sb) Steve Long |              | Francisco Gegura 12' Jorge Fabregas 31' Jose Salles 35' Jose Borrell 58' (sc) | Kilat Club, Jalan Pantai-Kuala Lumpur *oorspronkelijke datum: 11 maart 1975 |

| *                                                                |       |               |                                                            |
| Australië                                                        | 5 – 0 | Nieuw-Zeeland | Mindef, Kuala Lumpur *oorspronkelijke datum: 11 maart 1975 |
| 15' Robert Haigh 15' 60' Richard Charlesworth 29' 46' Jim Irvine |       |               | Mindef, Kuala Lumpur *oorspronkelijke datum: 11 maart 1975 |

##### 7e/8e plaats
| 14 maart 1975*                     |       |                         |                                                             |
| Nieuw-Zeeland                      | 2 – 1 | Spanje                  | Merdeka, Kuala Lumpur *oorspronkelijke datum: 13 maart 1975 |
| 27' Ramesh Patel 46' Albert Parkin |       | Jorge Fabregas 28' (sc) | Merdeka, Kuala Lumpur *oorspronkelijke datum: 13 maart 1975 |

##### 5e/6e plaats
| *                                                  |       |                      |                                                            |
| Australië                                          | 3 – 1 | Engeland             | Mindef, Kuala Lumpur *oorspronkelijke datum: 13 maart 1975 |
| 17' (sc) 43' (sc) Jim Irvine 69' (sb) Robert Haigh |       | James Neale 65' (sc) | Mindef, Kuala Lumpur *oorspronkelijke datum: 13 maart 1975 |

### Finaleronde
|  | halve finale   | halve finale  |   |                | finale        | finale |
|  |                |               |   |                |               |        |
|  | 13 maart 1975  |               |   |                |               |        |
|  | Pakistan       | 5             |   |                |               |        |
|  | West-Duitsland | 1             |   |                |               |        |
|  |                |               |   |                |               |        |
|  |                |               |   |                | 15 maart 1975 |        |
|  |                |               |   |                | India         | 2      |
|  |                | Pakistan      | 1 |                |               |        |
|  |                |               |   |                |               |        |
|  |                |               |   |                | troostfinale  |        |
|  | 14 maart 1975  | 14 maart 1975 |   | 15 maart 1975  | 15 maart 1975 |        |
|  | India          | 3             |   | West-Duitsland | 4             |        |
|  | Maleisië       | 2             |   |                | Maleisië      | 0      |

#### Halve finales
| 13 maart 1975                                                             |       |                 |                       |
| Pakistan                                                                  | 5 – 1 | West-Duitsland  | Merdeka, Kuala Lumpur |
| 7' Samiullah Khan 38' 55' Mansoor Jr. 42' (sc) 56' (sb) Manzoor-ul-Hassan |       | Horst Dröse 60' | Merdeka, Kuala Lumpur |

| 13 maart 14 maart 1975*                                             |              |                                                         |                                                                                      |
| India                                                               | 3 – 2 (n.v.) | Maleisië                                                | Merdeka, Kuala Lumpur *Op 13 maart na 7 minuten onderbroken, uitgespeeld op 14 maart |
| 40' Shivaji Pawar 65' (sc) Aslam Sher Khan 79' (gg) Harcharan Singh |              | Poon Fook Loke 32' Datuk N. Sri Shanmuganathan 42' (sc) | Merdeka, Kuala Lumpur *Op 13 maart na 7 minuten onderbroken, uitgespeeld op 14 maart |

##### Troostfinale
| 15 maart 1975                                                           |       |          |                       |
| West-Duitsland                                                          | 4 – 0 | Maleisië | Merdeka, Kuala Lumpur |
| 4' (sc) Ralf Lauruschkat 17' (sc) Wolfgang Strödter 48' 63' Peter Trump |       |          | Merdeka, Kuala Lumpur |

##### Finale
|                                        |       |                    |                       |
| India                                  | 2 – 1 | Pakistan           | Merdeka, Kuala Lumpur |
| 44' (sc) Surjeet Singh 51' Ashok Kumar |       | Mohammad Saeed 17' | Merdeka, Kuala Lumpur |

| Wereldkampioen 1975 |
| ------------------- |
|                     |
| India Eerste titel  |

## Eindrangschikking
| Rang   | Land           |
| ------ | -------------- |
| Goud   | India          |
| Zilver | Pakistan       |
| Brons  | West-Duitsland |
| 4      | Maleisië       |
| 5      | Australië      |
| 6      | Engeland       |
| 7      | Nieuw-Zeeland  |
| 8      | Spanje         |
| 9      | Nederland      |
| 10     | Polen          |
| 11     | Argentinië     |
| 12     | Ghana          |

## Topscorers
| Plaats | Speler                                                        | Land                                        | Doelpunten |
| ------ | ------------------------------------------------------------- | ------------------------------------------- | ---------- |
| 1      | Ties Kruize Manzoor-ul-Hassan Stefan Otulakowski              | Nederland Pakistan Polen                    | 7          |
| 4      | Gustavo Paolucci                                              | Argentinië                                  | 6          |
| 5      | Jim Irvine Andy Sam Paul Shvelik Mohammad Saeed Graeme Walter | Australië Ghana Engeland Pakistan Australië | 5          |